# فوتبال در کامبوج
فوتبال پرطرفدارترین ورزش در کامبوج است؛ گرچه، سپک تاکرا (که شبیه والیبال است)، هنرهای رزمی ترکیبی و کشتی نیز در این کشور پرطرفدار هستند. ورزش فوتبال در این کشور توسط فدراسیون فوتبال کامبوج اداره می‌شود.